# Wingrave
Wingrave (Wingrave with Rowsham) è un villaggio e parrocchia civile dell'Inghilterra, appartenente alla contea del Buckinghamshire.
Intorno al parco ricreativo e in altre parti del villaggio ci sono molte case e cottage di varie dimensioni, costruiti in stile Tudor Revival, eretti da Hannah de Rothschild nel 19º secolo. Queste case, che mostrano la sua cifra personale "H de R", erano case per dipendenti immobiliari. Rimasero parte della Mentmore Estate fino a buona parte del 20º secolo e sono molto ricercati oggi, a un prezzo molto alto.
Anche la vecchia scuola del villaggio fu finanziata da Hannah De Rothschild e fu aperta da William Gladstone, il primo ministro dell'epoca. Rimase la scuola del paese fino a poco prima della seconda guerra mondiale, quando chiuse con la costruzione di una nuova scuola più grande. Fu poi adibito a municipio fino al 1976, quando fu trasformato in due fantastiche dimore estremamente ricercate per le sue caratteristiche storiche e storiche.
Signoria di Burbage nella parrocchia di Wingrave Buckinghamshire
Il maniero di Burbage si trova all'interno della parrocchia di Wingrave, nel Buckinghamshire. Citato per la prima volta per nome intorno al 1465, da Sir Edmund Hampden e chiamato Edmunds Manor. William Hampden teneva Burbage Manor (la prima denominazione in quanto tale) alla sua morte nel 1525 e il Manor fu poi passato a suo figlio John Hampden nel 1533. Il Manor si trova ora, più o meno in quella che è la parte principale della parrocchia di Wingrave Buckinghamshire . L'ultimo Lord of the Manor attivo fu Roland William Raven, OBE, FRCS, che alla sua morte passò la proprietà a sua moglie Dame Kathleen Raven, il Manor fu poi passato nelle mani del Royal College of Surgeons. Il feudo ha infine ceduto tutti i terreni e beni materiali lasciando il titolo e i restanti diritti feudali che alla fine sono stati trasferiti all'attuale titolare. Questa è una Signoria Feudale, o Onore o Dignità, piuttosto che una Parità. L'attuale detentore della Signoria è Anthony Mealing, Consultant Conservation Architect di High Wycombe nel Buckinghamshire.
Un fatto interessante, il Lord of the Manor of Burbage fece almeno fino alla seconda guerra mondiale, richiese al proprietario (affittuario o proprietario) della Manor Farm (i campi di tre acri) di avere il pavimento della chiesa parrocchiale cosparso di erba fresca tagliata su la prima domenica dopo San Pietro (29 giugno) questa usanza sopravvisse dal XII secolo fino allo scoppio della seconda guerra mondiale. Il Lord of the Manor può ancora chiamare un Court Leet, questi generalmente avevano una giuria formata da inquilini di proprietà o uomini liberi del Manor. Il ruolo della giuria era simile a quello dei condannati del periodo anglosassone e includeva l'elezione degli ufficiali (diversi dall'amministratore nominato dal lord), per portare le questioni all'attenzione della corte e decidere in merito. Gli ufficiali dei tribunali Leet potrebbero includere alcuni o tutti i seguenti:
- Sovrintendente, il capo ufficiale del Signore del Maniero e giudice.
- Manor Balivo, convocato la giuria e, se necessario, eseguito arresti, oltre a supervisionare in generale le questioni giudiziarie.
- Constable (Tithingman), per garantire la legge e l'ordine durante le sessioni del tribunale.
- Assaggiatore di birra, per garantire la qualità della birra e per verificare che all'interno del maniero vengano utilizzate misure vere.
- Carnifici o "assaggiatori di carne", per garantire la freschezza delle carni e del pollame venduti all'interno del Maniero.
- Pesatrice Pane, incaricata di verificare la freschezza e il peso del pane venduto nel Maniero.
- Afferenti, responsabili della valutazione degli amercementi (fissando il livello delle multe)
- Ricercatore e Sigillatore di Pelle, per garantire la qualità della pelletteria venduta all'interno del Maniero.
- L'Hayward, responsabile delle recinzioni e dei recinti su terreni comuni all'interno del maniero.
- Ispettore delle autostrade o Soprintendente ai marciapiedi e Brook Looker, per garantire il corretto stato di strade e corsi d'acqua all'interno del maniero
- Portatore di mazza da maniero
- Banditore della città padronale.
Al momento tutti questi posti sono vacanti.
Wingrave Manor (l'edificio), noto anche come "Old Manor House" è un pastiche vittoriano a graticcio della vicina Ascott House. Come molti dei cottage del villaggio, anche questo fu costruito da Hannah de Rothschild nel 1876. Il motivo per cui ha costruito una grande casa a appena due miglia da casa sua Mentmore Towers (una delle più grandi ville del Buckinghamshire) può essere solo oggetto di congetture. Il design della casa, sebbene simile ad Ascott, non ha la stessa leggerezza al tatto di Ascott, quindi è improbabile che sia stato progettato dall'architetto di Ascott George Devey. La famiglia Rothschild non sembra aver mai vissuto a Wingrave, poiché la casa fu presto affittata alla famiglia Stewart-Freeman che la ingrandì nel 1885 e alla fine la acquistò nel 1898.